# KIAA1542
KIAA1542 é um gene humano.
O gene BLK, localizado no cromossoma 11 é um dos que desempenham um papel nas vias moleculares que dão origem ao lupus eritematoso sistémico.